# Robert Baker Girdlestone
Robert Baker Girdlestone (1836–1923) fue un clérigo anglicano que ministraba en la colina de St. John en Downshire, Hampstead. Estudió en Charterhouse, Londres y en Christ Church, Oxford, y fue el primer director de Wycliffe Hall, Oxford. Fue un erudito hebreo y jefe del departamento de traducción de la Sociedad Bíblica Británica y Extranjera, y es conocido por su trabajo de referencia Sinónimos del Antiguo Testamento.

## Vida
Robert Baker Girdlestone fue el séptimo hijo de Charles Girdlestone, miembro de Balliol College, Oxford. R. B. Girdlestone fue ministro de St. John's Downshire Hill, Hampstead, luego se convirtió en jefe del departamento de traducción de la Sociedad Bíblica Británica y Extranjera, y primer director (1877 a 1889) de Wycliffe Hall, Oxford.

## Obras
- Synonyms of the Old Testament.'
- 'The Student’s Deuteronomy'
- 'Grammar of Prophecy'
- 'Dies Irae: the judgement of the great day, viewed in the light of scripture and conscience' (1869)
- 'The Final Judgment and Future Prospects of Mankind'  (1872)

## Familia
Su tercer hijo, Gathorne Robert Girdlestone (1881–1950), fue el primer profesor de cirugía ortopédica de Nuffield y, por lo tanto, el primer profesor de ortopedia en Gran Bretaña.